# Aquiles (nombre)
Aquiles es un nombre propio masculino de origen griego en su variante en español. 
En la mitología griega, Aquiles fue un héroe de la Guerra de Troya, el protagonista de la Ilíada de Homero, que trata de un episodio de esa guerra, cuando se desata la ira del más grande guerrero de la antigüedad. En la célebre obra, Aquiles suele ser calificado como el de los pies ligeros, ya que se le consideraba el más veloz de los hombres.

## Etimología
Proviene del griego antiguo Ἀχιλλεύς (Akhilleys), que es un gentilicio del río Aqueloo.

## Santoral
12 de mayo: San Aquiles, mártir en Roma en el siglo I.

## Variantes
- Aquileo, Aquilino.
- Femenino: Aquilea, Aquilina.

### Variantes en otros idiomas
| Variantes en otras lenguas | Variantes en otras lenguas |
| -------------------------- | -------------------------- |
| Español                    | Aquiles                    |
| Albanés                    | Akili                      |
| Alemán                     | Achilles                   |
| Bosnio                     | Ahilej                     |
| Bretón                     | Akilles                    |
| Búlgaro                    | Ахил (Ahil)                |
| Catalán                    | Aquil·les                  |
| Checo                      | Achilles                   |
| Croata                     | Ahilej                     |
| Danés                      | Achilleus                  |
| Eslovaco                   | Achilles                   |
| Esloveno                   | Ahil                       |
| Esperanto                  | Aĥilo                      |
| Estonio                    | Achilleus                  |
| Euskera                    | Akiles                     |
| Finlandés                  | Akhilleus                  |
| Francés                    | Achille                    |
| Galés                      | Achilles                   |
| Gallego                    | Aquiles                    |
| Georgiano                  | აქილევსი (Akhilevsi)       |
| Griego                     | Ἀχιλλεύς (Akhilleys)       |
| Hebreo                     | אכילס (Akyles)             |
| Holandés                   | Achilles                   |
| Húngaro                    | Achillesz, Ahillész        |
| Inglés                     | Achilles                   |
| Islandés                   | Akkilles                   |
| Italiano                   | Achille                    |
| Latín                      | Achilles                   |
| Letón                      | Ahillejs                   |
| Lituano                    | Achilas                    |
| Maltés                     | Akille                     |
| Noruego                    | Akilles                    |
| Polaco                     | Achilles                   |
| Portugués                  | Aquiles                    |
| Rumano                     | Ahile                      |
| Ruso                       | Ахилл (Ahill)              |
| Serbio                     | Ахил (Ahil)                |
| Siciliano                  | Achilli                    |
| Sueco                      | Akilles                    |
| Ucraniano                  | Ахіллес (Ahilles)          |